# Mexicaanse bospatrijs
De mexicaanse bospatrijs (Dendrortyx macroura) is een vogel uit de familie Odontophoridae. De wetenschappelijke naam van de soort is voor het eerst geldig gepubliceerd in 1828 door Jardine & Selby.

## Voorkomen
De soort is endemisch in het midden van Mexico en er worden zes ondersoorten onderscheiden:
- D. m. macroura: het oostelijke deel van Centraal-Mexico.
- D. m. griseipectus: centraal Mexico.
- D. m. diversus: noordwestelijk Jalisco (het westelijke deel van Centraal-Mexico).
- D. m. striatus: het westelijke deel van Centraal-Mexico.
- D. m. inesperatus: het zuidelijke deel van Centraal-Mexico.
- D. m. oaxacae: westelijk Oaxaca (het zuidelijke deel van Centraal-Mexico).

## Beschermingsstatus
De totale populatie is in 2008 geschat op 20-50 duizend volwassen vogels. Op de Rode Lijst van de IUCN heeft de soort de status niet bedreigd.